# Sebastián Martino
Sebastián Martino (ur. 11 września 1974 w Córdoba) – argentyński kierowca wyścigowy.

## Kariera
Martino rozpoczął karierę w wyścigach samochodowych w 1995 roku od startów w Południowoamerykańskiej Formule 3. Z dorobkiem jednego punktu uplasował się tam na piętnastej pozycji w klasyfikacji generalnej. W późniejszych latach pojawiał się także w stawce Grand Prix Makau, Japońskiej Formuły 3, Japanese Touring Car Championship, Euro Open by Nissan oraz TC2000 Argentina.
W World Series by Nissan Argentyńczyk wystartował w siedmiu wyścigach sezonu 1999 z hiszpańską ekipą Promodrive Racing. Uzbierane sześć punktów dało mu 22 miejsce w końcowej klasyfikacji kierowców.